# Delegació del Govern per a la Violència de Gènere
La Delegació del Govern per a la Violència de Gènere és un òrgan de gestió de la Secretaria d'Estat d'Igualtat del Ministeri de la Presidència, Relacions amb les Corts i Igualtat al que li correspon proposar la política del Govern contra les diferents formes de violència contra la dona i impulsar, coordinar i assessorar en totes les mesures que es duguin a terme en aquesta matèria.

## Història
La Delegació del Govern per a la Violència de Gènere va ser creada en 2004 durant la primera legislatura del president José Luis Rodríguez Zapatero.
És un òrgan amb rang de direcció general previst en l'article 29 de la Llei orgànica de mesures de protecció integral contra la violència de gènere aprovada al desembre de 2004. La seva primera titular va ser Encarnación Orozco Corpas.

## Funcions
Les funcions de la Delegació del Govern es regulen en l'article 5 del Reial decret 485/2017, i són:
- L'impuls de l'aplicació del principi de transversalitat de les mesures destinades a lluitar contra les diferents formes de violència contra la dona, vetllant perquè, en la seva aplicació, es tinguin en compte les necessitats i demandes específiques de les víctimes que es troben en situació de major vulnerabilitat.
- La sensibilització social i la prevenció de totes les formes de violència contra la dona. Per a això, s'impulsarà l'educació en els valors d'igualtat entre dones i homes i el respecte als drets fonamentals en col·laboració amb les Administracions públiques educatives i es realitzaran campanyes d'informació i sensibilització, garantint l'accés a les mateixes de totes les persones amb especials dificultats d'integració i, particularment, de les persones amb discapacitat.
- La promoció de la coordinació i la col·laboració entre els diferents serveis competents per garantir una actuació integral en relació amb la valoració i gestió del risc. Amb aquest objectiu, s'elaboraran plans i protocols d'actuació que garanteixin l'ordenació de les actuacions i procediments de prevenció, detecció, assistència, protecció i persecució dels actes de violència contra la dona, en col·laboració amb els Departaments ministerials i Administracions competents.
- La promoció de la col·laboració, a través dels instruments jurídics adequats, amb les comunitats autònomes i les corporacions locals per proporcionar assistència social integral a les dones víctimes de la violència de gènere, així com a les seves filles i fills.
- L'impuls de la coordinació en l'àmbit de l'Administració General de l'Estat en matèria de tracta de dones i nenes amb finalitats d'explotació sexual i la cooperació amb les institucions i Administracions competents per a l'atenció i protecció de les víctimes, sense perjudici de les competències dels Ministeris de Justícia i del Interior.
- La realització, promoció i difusió d'informes, estudis i recerques sobre qüestions relacionades amb les diferents formes de violència contra la dona.
- El disseny, elaboració i permanent actualització d'un sistema d'informació amb base en la recollida, anàlisi i difusió de dades relatives a la violència contra les dones procedents de les Administracions públiques i d'altres entitats, a fi de permetre l'adequat coneixement de la situació i l'avaluació i el grau d'efectivitat de les mesures implantades. A tal fi, la Delegació del Govern per a la Violència de Gènere es coordinarà amb l'Institut Nacional d'Estadística, amb el Centre d'Investigacions Sociològiques i amb les entitats implicades.
- El foment de la formació i especialització dels col·lectius professionals que intervenen en el procés de prevenció, informació, atenció i protecció a les víctimes de violència contra la dona.
- La promoció de la col·laboració i participació de les entitats, associacions i organitzacions que, des de la societat civil, actuen contra les diferents formes de violència contra la dona a l'hora de programar i posar en pràctica mecanismes i actuacions tendents a erradicar-la.
- Participar i mantenir relacions en l'àmbit internacional, sense perjudici de les competències encomanades a la Secretaria General Tècnica.

## Estructura
De la Delegació del Govern depenen els següents òrgans:
- Subdirecció General de Sensibilització, Prevenció i Coneixement de la Violència de Gènere.
- Subdirecció General de Coordinació Interinstitucional en Violència de Gènere.
- Unitats de Coordinació contra la Violència sobre la Dona.
- Unitats de Violència sobre la Dona

### Organismes adscrits
- Observatori Estatal de Violència sobre la Dona.

## Delegats del govern
- Encarnación Orozco Corpas (abril 2005 - abril - 2008)
- Miguel Lorente Acosta (abril 2008 - desembre 2011)[6]
- Blanca Hernández Oliver (desembre 2011 - maig 2017)[7]
- María José Ordóñez Carbajal (maig 2017 - juliol 2018)[8]
- Pilar Llop Cuenca (juliol 2018 -)